# 13 Tzameti
Pour plus de détails, voir Fiche technique et Distribution.
13 Tzameti est un film français réalisé par Gela Babluani et sorti en 2005.
Tzameti (ცამეტი; tsameti) désigne le nombre 13 en géorgien.

## Synopsis
Sébastien est un jeune immigrant géorgien, pauvre, travaillant comme couvreur en Normandie. Écoutant les conversations des propriétaires occupants de la maison dont il répare le toit, il apprend que son employeur doit faire une tâche qui lui rapportera beaucoup d'argent. Les documents concernant celle-ci arrivent par courrier dont un billet de train pour Paris et une facture de chambre d'hôtel.
Son employeur meurt d'une surdose d'héroïne. Sébastien entre en possession de la lettre, et décide de prendre sa place. Il suit les instructions de trajet de ce courrier jusqu'à la destination finale : une maison isolée dans la forêt. Dans cette maison est organisé un jeu d'argent illégal : chaque parieur vient avec son joueur. Les paris engagés sur la survie des joueurs, le jeu se déroule en plusieurs tours et s'apparente à la roulette russe. Les joueurs se tuent entre eux : ils se mettent en cercle, chacun pointant une arme à feu sur la tête de son voisin, et au signal lumineux, tous tirent. Ces armes sont des revolvers dont les barillets sont vides au départ. Les survivants répètent l'opération en ajoutant une balle à chaque tour qui fait l’objet d’un nouveau pari : une balle dans le barillet au premier tour, deux au suivant, enfin trois balles, avant de passer à la phase finale des duels. Ceux-ci suivent la même logique mais en débutant avec trois balles.
Sébastien survit jusqu'à ce qu'il ne reste plus que quatre joueurs vivants. Un tirage au sort est alors effectué pour sélectionner les deux joueurs qui s'affronteront en duel. Le survivant est considéré comme le gagnant, et empoche une partie substantielle de l'argent des paris. Sébastien est sélectionné, ainsi qu’un joueur venu avec son frère ; l'un parie, l'autre joue. Sébastien gagne le duel, se fait remettre l'argent gagné qu'il place dans une mini-sacoche, et part.
Avant de prendre le train du retour, Sébastien envoie à sa famille un colis contenant l'argent gagné et prévient son père par téléphone. Assis dans le train, il croise le frère qui pariait. À l’arrêt en gare du train, le frère lui tire plusieurs balles dans le ventre et s'enfuit avec la mini-sacoche (qu’il croit encore pleine) de Sébastien.

## Fiche technique
- Titre original : 13 Tzameti
- Réalisation et scénario : Gela Babluani
- Musique : Arnaud Taillefer dit « East »
- Photographie : Tariel Méliava
- Son : Ludovic Elias
- Montage : Noémie Moreau
- Décors : Bernard Péault
- Production : Gela Babluani, Jean-Baptiste Legrand, Fanny Saadi, Jean-Marie Delbary, Alexandre Meliava et Olivier Oursel
- Pays de production :  France
- Format : noir et blanc - 2,35:1 - 35 mm - Dolby Digital
- Langues originales : français, géorgien, allemand
- Genre : thriller, drame
- Durée : 93 minutes
- Dates de sortie :
  - Italie : 1er septembre 2005 (Mostra de Venise)
  - France : 8 février 2006
- Classification :
  - France :  Film interdit aux moins de 16 ans
- Box-office France : 54 735 entrées

## Distribution
- George Babluani : Sébastien
- Aurélien Recoing : Jacky
- Augustin Legrand : José
- Philippe Passon : Jean François Godon
- Olga Legrand : madame Godon
- Pascal Bongard : le maître de cérémonie
- Vania Vilers : monsieur Shlondorff
- Fred Ulysse : Alain
- Serge Chambon : l'organisateur
- Jo Prestia : Pierre Blaireau
- Nicolas Pignon : Romain
- Olivier Rabourdin : Benjamin Boudier
- Bruno Davézé : le joueur n°10
- Temur Babluani : Sadik
- Serge Feuillard : Joseph
- Frédéric Épaud : un parieur
- Jean-Baptiste Legrand : Ronald

## Production
Les extérieurs de la première partie du film ont été tournés à Blonville-sur-Mer (Calvados) dans le jardin et sur le toit d'une villa du bord de mer ainsi que sur la plage devant cette dernière. Seules les prises de vue des extérieurs ont été réalisées dans cette bourgade normande. Les scènes intérieures n'ont pas été tournées dans la maison. La maison ayant servi de décor au tournage avait déjà accueilli les acteurs du film Je reste ! de Diane Kurys.[réf. nécessaire]

## Distinctions
- Mostra de Venise 2005 :  le Prix Luigi De Laurentiis - nommé aussi Lion du Futur, prix de la meilleure première œuvre - et prix Netpac
- Festival du film de Sundance 2006 : Grand prix du jury dans la catégorie films de fiction (World Cinema) - premier film français à remporter cette distinction
- European Film Awards 2006 : Prix du meilleur premier film européen

## Remake
En 2010, Gela Babluani réalise lui-même, 13, le remake américain avec Alexander Skarsgård, Jason Statham et Mickey Rourke.